# AVN Award for Best Three-Way Sex Scene - Girl/Girl/Boy
L'AVN Award for Best Three-Way Sex Scene - Girl/Girl/Boy è un premio pornografico assegnato agli attori impegnati in una scena a tre votata come migliore dalla AVN, l'ente che assegna gli AVN Awards, riconosciuti come i migliori premi del settore (paragonabile al Premio Oscar).
Come per gli altri premi, viene assegnato nel corso di una cerimonia che si svolge a Las Vegas, solitamente nel mese di gennaio, dal 2011.
Ha sostituito inizialmente il vecchio premio AVN Award for Best Three-Way Sex Scene e dal 2022 è nuovamente confluito in esso.

## Vincitori

### Anni 2010
| Anno | Vincitori                                | Titolo                       |
| ---- | ---------------------------------------- | ---------------------------- |
| 2011 | Kimberly Kane Krissy Lynn Mr. Pete       | The Condemned                |
| 2012 | Kristina Rose Jada Stevens Nacho Vidal   | Ass Worship 13               |
| 2013 | Asa Akira Brooklyn Lee James Deen        | Asa Akira Is Insatiable 3    |
| 2014 | Remy LaCroix Riley Reid Manuel Ferrara   | Remy 2                       |
| 2015 | Dani Daniels Anikka Albrite Rob Piper    | Dani Daniels Deeper          |
| 2016 | Anikka Albrite Valentina Nappi Mick Blue | Anikka’s Anal Sluts          |
| 2017 | Alex Grey Karla Kush Christian Clay      | Anal Beauty 4                |
| 2018 | Riley Reid Megan Rain Mick Blue          | Young And Beautiful          |
| 2019 | Angela White Kissa Sins Markus Dupree    | The Corruption Of Kissa Sins |

### Anni 2020
| Anno | Vincitori                                | Titolo |
| ---- | ---------------------------------------- | ------ |
| 2020 | Maitland Ward Ivy Lebelle Manuel Ferrara | Drive  |
| 2021 | Gianna Dior Scarlit Scandal Rob Piper    | Muse   |